# Shinobu Ito
Shinobu Ito (伊藤 仁 Ito Shinobu?), född 7 maj 1983 i Saitama prefektur, är en japansk före detta fotbollsspelare.
Ito började sin karriär 2002 i Cerezo Osaka. 2004 flyttade han till Mito HollyHock. Han avslutade karriären 2005.